# Fissidens puiggarii
Fissidens puiggarii là một loài Rêu trong họ Fissidentaceae. Loài này được (Geh. & Hampe) Paris mô tả khoa học đầu tiên năm 1896.